# Liste der denkmalgeschützten Objekte in Amlach
Die Liste der denkmalgeschützten Objekte in Amlach enthält die 4 unbeweglichen denkmalgeschützten Objekte der Gemeinde Amlach im Bezirk Lienz (Tirol).

## Denkmäler
| Foto |                 | Denkmal                                                                           | Standort                                        | Beschreibung | Metadaten |
| ---- | --------------- | --------------------------------------------------------------------------------- | ----------------------------------------------- | --- | --- |
| ja   | Datei hochladen | Kath. Filialkirche St. Ottilie HERIS-ID: 6425 Objekt-ID: 2305 TKK: 17334          | Kirchweg Standort KG: Amlach                    | Der schlichte Langbau aus dem 17. Jahrhundert besitzt einen, im Kern gotischen Chor an den der schlanke Turm angebaut wurde. Das Innere der Pfarrkirche ist von einem originellen Stuckrippennetz und einem frühbarocken Hochaltar geprägt. Die Gewölbemalereien wurden 1907 von Emil Kerle geschaffen. | BDA-Hist.: Q37902499 Status: § 2a Stand der BDA-Liste: 2025-06-30 Name: Kath. Filialkirche St. Ottilie GstNr.: 382 Filialkirche St. Ottilie, Amlach                 |
| ja   | Datei hochladen | Gerichtsstein HERIS-ID: 6451 Objekt-ID: 2331 TKK: 17343                           | Lindenstraße 4, in der Nähe Standort KG: Amlach | Der Gerichtsstein, auch Hexenstein genannt ist vermutlich ein Mahl- oder Brunnenstein aus Granit, dessen Sprung von einem Eisenring zusammengehalten wird. Er befindet sich östlich der Pfarrkirche am Rand der Lindenwiese. | BDA-Hist.: Q37904500 Status: § 2a Stand der BDA-Liste: 2025-06-30 Name: Gerichtsstein GstNr.: 389 Gerichtsstein Amlach                                              |
| ja   | Datei hochladen | Ortskapelle hl. Ulrich HERIS-ID: 6426 Objekt-ID: 2306 TKK: 17345                  | bei Ulrichsbichl 2 Standort KG: Amlach          | Die im Kern romanische Kapelle wurde im ausgehenden Mittelalter nach Osten erweitert und Mitte des 18. Jahrhunderts saniert und barockisiert. Die zweijochige, rechteckige Kapelle besitzt einen eingezogenen Rechteckchor, ein Satteldach und eine Glockenwand mit geschweiftem Abschluss. Der Hochaltar aus dem Jahr 1850 zeigt ein Bild der Heiligen Nepomuk und Ulrich, die kniend als Fürbitter zur auf einer Wolke schwebenden Maria mit Kind beten. | BDA-Hist.: Q37902542 Status: § 2a Stand der BDA-Liste: 2025-06-30 Name: Ortskapelle hl. Ulrich GstNr.: 634 Kapelle Ulrichsbichl                                     |
| ja   | Datei hochladen | Burgruine Erenberg (Ehrenberg) HERIS-ID: 6453 Objekt-ID: 2333 TKK: 34673seit 2020 | Standort KG: Amlach                             | Die Höhenburg liegt südwestlich von Tristach auf dem sogenannten Erenburger Bühel, an der Straße von Amlach zum Tristacher See. Sie ist eine Filiationsburg der görzischen Ministerialen von Flaschberg und wurde 1256 erstmals urkundlich erwähnt. Ihre vermutlich kurz zuvor erfolgte Errichtung ist vor dem Hintergrund der kriegerischen Auseinandersetzungen zwischen den Grafen von Görz und dem Erzstift Salzburg zu sehen. Eine letzte Nennung des namengebenden Geschlechtes erfolgte um 1300, die Burg befand sich daher möglicherweise bereits im 14. Jahrhundert im Abgang. Ende des 16. Jahrhunderts war sie jedenfalls bereits eine Ruine. Reste wurden 1800 anlässlich des Kirchenneubaus in Tristach abgetragen, das Steinmaterial für die Errichtung von Schiff und Turm verwendet. Die spärlichen, um 1920 noch deutlicher sichtbaren Ringmauerreste lassen einen trapezförmigen Grundriss erkennen. Die Binnenstruktur ist nicht mehr rekonstruierbar. Lagerhaftes Mauerwerk des 13. Jahrhunderts aus zumeist unbehauenen, zum Teil hochkant oder im Ährenverband verlegten Bruchsteinen mit plattigen Auszwickungen. | BDA-Hist.: Q105638938 Status: Bescheid Stand der BDA-Liste: 2025-06-30 Name: Burgruine Erenberg (Ehrenberg) GstNr.: 457, 461, 458/1, 459 Burgruine Erenberg, Amlach |